# .az
.azは国別コードトップレベルドメイン（ccTLD）の一つで、アゼルバイジャンに割り当てられている。Azerbaijan Communicationsが管理している。

## サブドメイン
直接第二レベルドメインに登録することも可能だが、以下のようなサブドメインの下に登録することも出来る。
- com.az - 商業団体
- net.az - インターネットの開発に関わっている組織やプロジェクト
- int.az - 同上
- gov.az - 国や地方の行政機関
- org.az - 非営利団体
- edu.az - 教育機関
- info.az - マスメディア
- pp.az - 個人
- name.az - 同上
- mil.az - 軍隊
- biz.az - 事業

## 註
1. ↑  http://www.nic.az/EnRules.htm